# Krists Neilands

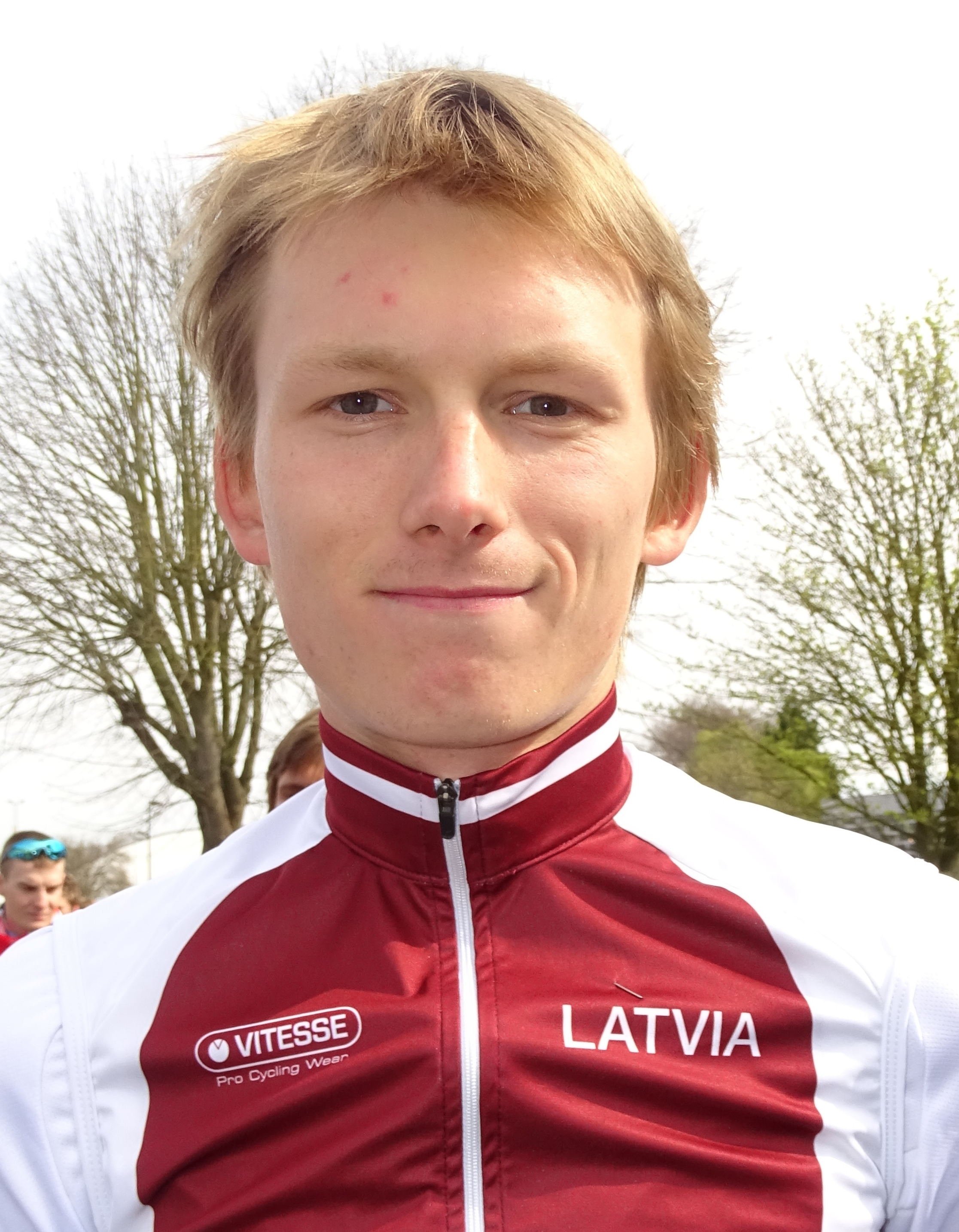
Krists Neilands (2016)

Krists Neilands (* 18. August 1994 in Ventspils) ist ein lettischer Radrennfahrer.

## Sportliche Laufbahn
Seinen ersten internationalen Erfolg hatte Krists Neilands im Jahr 2012, als er die Tour de la Région de Lódz gewann. Von 2015 bis 2017 wurde er drei Mal in Folge lettischer U23-Meister im Einzelzeitfahren, 2017 und 2018 lettischer Straßenmeister der Elite und 2019 nationaler Zeitfahrmeister.
2017 gewann Neilands jeweils eine Etappe der Tour d’Azerbaïdjan und der Volta a Portugal, 2018 entschied er den Dwars door het Hageland für sich. 2019 gewann er die Tour de Hongrie und den Grand Prix de Wallonie sowie die Nachwuchswertung des Arctic Race of Norway. In der Gesamtwertung der Asturien-Rundfahrt belegte er Rang zwei. Nach einem Ausreißversuch auf der 4. Etappe der Tour de France 2020 wurde er als kämpferischster Fahrer des Tages ausgezeichnet.
Nach dem Einzelzeitfahren der 1. Etappe des Giro d’Italia 2021, welches er als 105. abschloss, stürzte Neilands auf dem Weg ins Hotel, brach sich das Schlüsselbein und musste die Rundfahrt verlassen.

## Erfolge
2012
- Gesamtwertung und eine Etappe Tour de la Région de Lódz

2014
- Lettischer U23-Meister – Einzelzeitfahren

2015
- eine Etappe Tour of Borneo
- Nachwuchswertung Podlasie Tour
- Lettischer U23-Meister – Einzelzeitfahren

2016
- Lettischer U23-Meister – Einzelzeitfahren

2017
- Lettischer Meister – Straßenrennen
- eine Etappe Tour d’Azerbaïdjan
- Nachwuchswertung Volta a Portugal

2018
- Lettischer Meister – Straßenrennen
- Dwars door het Hageland – Aarschot

2019
- Gesamtwertung, zwei Etappen und Punktewertung Tour de Hongrie
- Lettischer Meister – Einzelzeitfahren
- Nachwuchswertung Arctic Race of Norway
- Grand Prix de Wallonie

## Grand Tour-Platzierungen
| Grand Tour            | 2018 | 2019 | 2020 | 2021 | 2022 | 2023 | 2024 | 2025 |
| --------------------- | ---- | ---- | ---- | ---- | ---- | ---- | ---- | ---- |
| Giro d’ItaliaGiro     | 73   | 100  | –    | DNF  | –    | –    | –    | –    |
| Tour de FranceTour    | –    | –    | 85   | –    | 78   | 50   | 66   | 88   |
| Vuelta a EspañaVuelta | –    | –    | –    | –    | –    | –    | –    |      |